# Drawno
Drawno je město v Polsku v Západopomořanském vojvodství v okrese Choszczno. Nachází se zde farní kostel, zřícenina a Kámen smíření (polsko-německý kámen usmíření s pamětní deskou věnovanou památce padlých v První světové válce v Polsku a Německu). Kousek od města se nachází Drawenský národní park a správa parku. V roce 2021 zde žilo 2 219 obyvatel.

## Historie
V 10.–11. století zde vznikla rybářská vesnice. Za vlády prvních polských vládců Měška I. a Boleslava I. Chrabrého byla osada byla součástí Polska. Městská práva byla udělena v letech 1313 až 1333. Od roku 1373 bylo Drawno součástí zemí Koruny české.
Mezi lety 1871 a 1945 byla okolní oblast včetně města součástí Německa.